# شون بي كارول
شون بي كارول (بالإنجليزية: Sean B. Carroll)‏ (مواليد 17 سبتمبر/أيلول 1960) هو عالم بيولوجيا تطورية نمائية ومؤلف ومدرس ومنتج منفذ وهو أستاذ آلان ويسلون للبيولوجيا الجزيئية والوراثة في جامعة ويسكونسن ماديسون. تركز دراساته على تطور عناصر التنظيم المقرون المسؤولة عن تنظيم التعبير الجيني في سياق التطور البيولوجي وذلك باستعمال ذبابة الفاكهة كنموذج. وهو عضو في الأكاديمية الوطنية للعلوم والجمعية الأمريكية للفلسفة (2007) وفي الأكاديمية الأمريكية للعلوم والفنون وفي الرابطة الأمريكية للتقدم العلمي وكذلك باحث في معهد هوارد هيوز الطبي.

## السيرة الذاتية
وُلد كارول في توليدو أوهايو وقد صرح أنه عندما كان طفلاً كان يقلب الصخور بحثاً عن الثعابين وبدأ بالاحتفاظ بها عندما كان عمره 11 أو 12 عاماً. دفعه هذا النشاط إلى ملاحظة أنماط التلوين على الثعابين والتساؤل عن كيفية تشكلها. حصل كارول على شهادة البكالوريوس في علم الأحياء من جامعة واشنطن في سانت لويس وعلى شهادة الدكتوراه في علم المناعة من جامعة تافتس وقام بأبحاث ما بعد الدكتوراه في جامعة كولورادو بولدر.

## المهنة
كارول في طليعة مجال علم البيولوجيا التطورية النمائية (والمعروفة أيضًا باسم "evo-devo") وهو مجال يدرس كيفية تأثير التغيرات الجينية على تطور أجزاء الجسم وأنماطه وهو أستاذ آلان ويسلون للبيولوجيا الجزيئية والوراثة في جامعة ويسكونسن ماديسون وكذلك باحث في معهد هوارد هيوز الطبي.
أنشأ كارول في عام 1987 مختبر في جامعة ويسكونسن ماديسون وركز على فهم كيفية استخدام الجينات في مجالات مختلفة لإنتاج التنوع الشكلي الذي نراه. توجد دراسات كارول في مختبر الخلية والبيولوجيا الجزيئية تحت بند مجال التحكم الوراثي في نمط الجسم في ذبابة الفاكهة والفراشات وغيرها من الحيوانات.
شرح فريق كارول ضمن سلسلة من الأبحاث كيف أن تفعيل الجينات خلال المراحل الجنينية لذبابة الفواكه يتحكم في تطور أجنحتها وبحثوا عن نظائر هذه الجينات لدى الفراشات.
نال كارول في عام 1989 جائزة عالم شاو من مؤسسة ميلووكي الكبرى.
أجرت البي بي إس مقابلة مع كارول في عام 2006 كجزء من فيلم NOVA الوثائقي «الأسرة التي تمشي على أربعتها» وقد كان هذا الوثائقي عن أسرة تركية تحوي أفراد يسيرون على أيديهم وأقدامهم وقد ناقش كارول في هذه المقابلة الأسس الوراثية المحتملة لحالة هذه الأسرة.
تم تعيينه في عام 2010 كنائب لتعليم العلوم في معهد هوارد هيوز الطبي. أطلق معهد هوارد هيوز الطبي في عام 2011 مبادرة أفلام وثائقية لإنتاج أقسام علمية في التلفزيون وتم تعيين كارول كأحد المنتجين المنفذين. قدم كارول في عام 2012 في أحد الأفلام الذي يسمى «اليوم الذي انتهت فيه الحقبة الوسطى» إعادة للتحقيق الذي أدى إلى اكتشاف اصطدام الكويكب الذي أدى إلى الانقراض الهائل الذي جرى في نهاية تلك الحقبة وعرضه كارول في المؤتمر الوطني للمدرسين.
نال كارول في عام 2010 جائزة ستيفن جاي جولد من جمعية دراسة التطور. حصل في عام 2012 على ميدالية بينجامين فرانكلين في علوم الحياة من معهد فرانكلين لاقتراحه وإظهاره أن تنوع وتعدد الحياة الحيوانية يرجع بشكل كبير إلى اختلاف تنظيم الجينات نفسها بدلاً من حدوث طفرات على تلك الجينات. حصل في عام 2016 على جائزة لويس توماس من جامعة روكفلر.
كارول هو داعية الإضافة المستمرة على نظرية التطور.
تم تعيين كارول في المجلس الاستشاري للمركز الوطني لتعليم العلوم وذلك منذ عام 2013.

## أعمال منتقاة

### كتب
- من الحمض النووي إلى التنوع: علم الوراثة الجزيئي وتطور تصميم الحيوان مع جينيفر جرينير وسكوت ويذربي (2004، ويلي بلاكويل؛ الترقيم الدولي الموحد للكتب 1-4051-1950-0)
- أشكال أجمل لانهاية لها: العلم الجديد لـ Evo Devo وصنع مملكة الحيوان (2005، دبليو دبليو نورتون وشركاه؛ الترقيم الدولي الموحد للكتب 0-393-06016-0)
- صناعة الأصلح: الحمض النووي والسجل الشرعي النهائي للتطور (2006، دبليو دبليو نورتون وشركاه؛ الترقيم الدولي الموحد للكتب 0-393-06163-9)
- في الغابة: مغامرات رائعة خلال البحث عن التطور (2008، بنجامين كامينغز؛ الترقيم الدولي الموحد للكتب 0-321-55671-2)
- مخلوقات رائعة: مغامرات ملحمية في البحث عن أصل الأنواع (2009، هوتون ميفلين هاركورت؛ الترقيم الدولي الموحد للكتب 0-15-101485-X)
- عبقري شجاع: عالم وفيلسوف ومغامراتهم الشجاعة من الثورة الفرنسية إلى جائزة نوبل (2013، كراون؛ الترقيم الدولي الموحد للكتب 0-307-95233-9)
- قواعد سيرينجيتي: السعي لاكتشاف كيفية عمل الحياة وأهمية ذلك (2016، مطبعة جامعة برينستون، الترقيم الدولي الموحد للكتب 9780691167428)

### مقالات المجلات
- أصل الشكل: الجينات القديمة المعاد تدويرها وتصميمها والتي تتحكم في التطور الجنيني في الكائنات ذات التنوع المذهل (2005، مجلة التاريخ الطبيعي)[21]
- الرب كمهندس وراثي: مراجعة لكتاب مايكل بيه «حافة التطور»: البحث عن حدود الداروينية (2007، مجلة العلوم)[22]
- تنظيم التطور: كيف تصنع التبدلات الجينية الحياة (2008، الأمريكي العلمي) [23]

### التناول
تكلم الكاتب العلمي بيتر فوربس في صحيفة الغارديان عن كتاب «أشكال أجمل لانهاية لها» واصفاً الكتاب بأنه «كتاب أساسي» والمؤلف بأنه «عالم متميز وواحد من أعظم الكتاب العلميين لدينا» ومن وجهة نظر فوربس فإن كارول قد تمكن من توحيد التاريخ الطبيعي مع علم الجينوم الصلب.
تلاحظ لويس إس ميد التي تستعرض كتاب «صناعة الأصلح» للمركز الوطني لتعليم العلوم أن كارول قد وفر دليل ساحق على تأثير التطور على الحمض النووي وذلك باستخدام خطوط مختلفة من الاستقصاء مثل تسلسل الحمض النووي الذي يرمز جينات لم تعد قيد الاستخدام ودليل على التغير التطوري. تشير ميد إلى أن نظرية التطور لها قدرة تنبؤية كما في حالة أسماك الجليد التي امتلك أسلافها الخضاب الدموي ولكنه زال عندما لم يعودوا بحاجة له بسبب الحياة في الجليد.
يلاحظ دوغلاس إتش آروين الذي استعرض كتاب «أشكال أجمل لانهاية لها» للحياة الصناعية بأن أشكال الحياة من مرحلة ذبابة الفواكه إلى الإنسان الحالي انطوت على عدد جينات أقل بكثير مما توقعه العديد من علماء الأحياء ففي حالة الإنسان هناك 20 ألف جين فقط وهو يقارب عدد الجينات الموجود لدى الذبابة. ويلاحظ التنوع الشكلي المذهل للحيوانات الناتجة عن هذا العدد المحدود من الجينات. كما أنه يمتدح أسلوب كارول الشيق والثاقب وطريقته في الكتابة البارعة والجذابة وقدرته على جذب القارئ إلى تعقيدات جينات HOX وPAX-6 وكذلك الاحتفاء بالانفجار الكامبري لأشكال الحياة وغير ذلك الكثير.